# Корженевский, Николай Николаевич
Николай Николаевич Корженевский (6 декабря 1906 года, пос. Фастов, Киевская губерния, Российская Империя — 9 января 1944 года, район Витебска, ныне Витебский район, Витебская область, Белоруссия) — советский военный деятель, генерал-майор (27 ноября 1942 года).

## Начальная биография
Николай Николаевич Корженевский родился 6 декабря 1906 года в Фастове ныне Киевской области (Украина).
Работал помощником слесаря на махорной фабрике в Киеве.

## Военная служба

### Гражданская война
В июне 1920 года призван в ряды РККА и направлен в кавалерийский эскадрон в составе 134-й бригады (45-я Волынская стрелковая дивизия), в составе которого красноармейцем и пулемётчиком принимал участие в боевых действиях в районе Шепетовки, Дубно, а также на злочевском и львовском направлениях на Юго-Западном фронте во время советско-польской войны. В августе был контужен.

### Межвоенное время
С 1922 года служил красноармейцем в отдельной роте связи в составе 45-й стрелковой дивизии, а с января 1923 года — в Киевском батальоне ЧОН. Принимал участие в ликвидации бандитизма на Украине, одновременно проходил учёбу на подготовительном курсе Одесской пехотной школы, после окончания которого в сентябре 1925 года зачислен курсантом в эту же школу.
После окончания учёбы в сентябре 1927 года Корженевский направлен в 133-й стрелковый полк в составе 45-й стрелковой дивизии, где служил на должностях командира пулемётного взвода в 6-й роте и взвода во 2-й роте. С мая 1929 года служил в Киевской объединённой военной школе на должностях командира взвода, курсового командира и командира роты курсов подготовки командира пехоты, преподавателя топографии и тактики, вновь командира роты.
В марте 1933 года назначен на должность командира роты в 7-й Киевской объединённой военной школе. В мае 1934 года направлен на учёбу в Военную академию имени М. В. Фрунзе, после окончания которой в сентябре 1937 года назначен на должность начальника 1-го отдела штаба, а в январе 1938 года — на должность начальника штаба Забайкальского укреплённого района (Забайкальский военный округ).
С 25 ноября 1939 года исполнял должность начальника штаба 93-й Восточно-Сибирской стрелковой дивизии.

### Великая Отечественная война
С началом войны находился на прежней должности.
В октябре 1941 года 93-я стрелковая дивизия была передислоцирована из Забайкалья в район г. Подольск (Московская область), откуда 20 октября была направлена в район Каменка — Богородское — Горки (юго-западнее Подольска), после чего вела оборонительные боевые действия на малоярославецком и наро-фоминском направлениях, а в середине декабря перешла в наступление, в результате чего к марту 1942 года прошла до 150 километров, выйдя на реку Воря в районе Вязьмы. 31 марта 1942 года полковник Николай Николаевич Корженевский назначен на должность командира 93-й Восточно-Сибирской стрелковой дивизии, которая 20 апреля была преобразована в 26-ю гвардейскую и в мае была выведена в резерв в район Волоколамска на доукомплектование.
В период с 4 по 23 августа дивизия под командованием Н. Н. Корженевского принимала участие в боевых действиях в ходе Ржевско-Сычёвской наступательной операции, после чего перешла к обороне в районе Прудье, Холм, Троицкое, Сычёвка. В июне 1943 года дивизия была передислоцирована через Козельск в район реки Жиздра и с 13 июля принимала участие в боевых действиях в ходе Курской битвы, Орловской и Брянской наступательных операциях.
5 октября дивизия была передислоцирована в район г. Великие Луки, откуда 13 декабря перешла в наступление в рамках Городокской операции и 24 декабря освободила г. Городок, а затем — по направлению на Витебск, однако в 30 километрах северо-восточнее города перешла к оборонительным действиям, в ходе которых 9 января 1944 года генерал-майор Николай Николаевич Корженевский погиб.

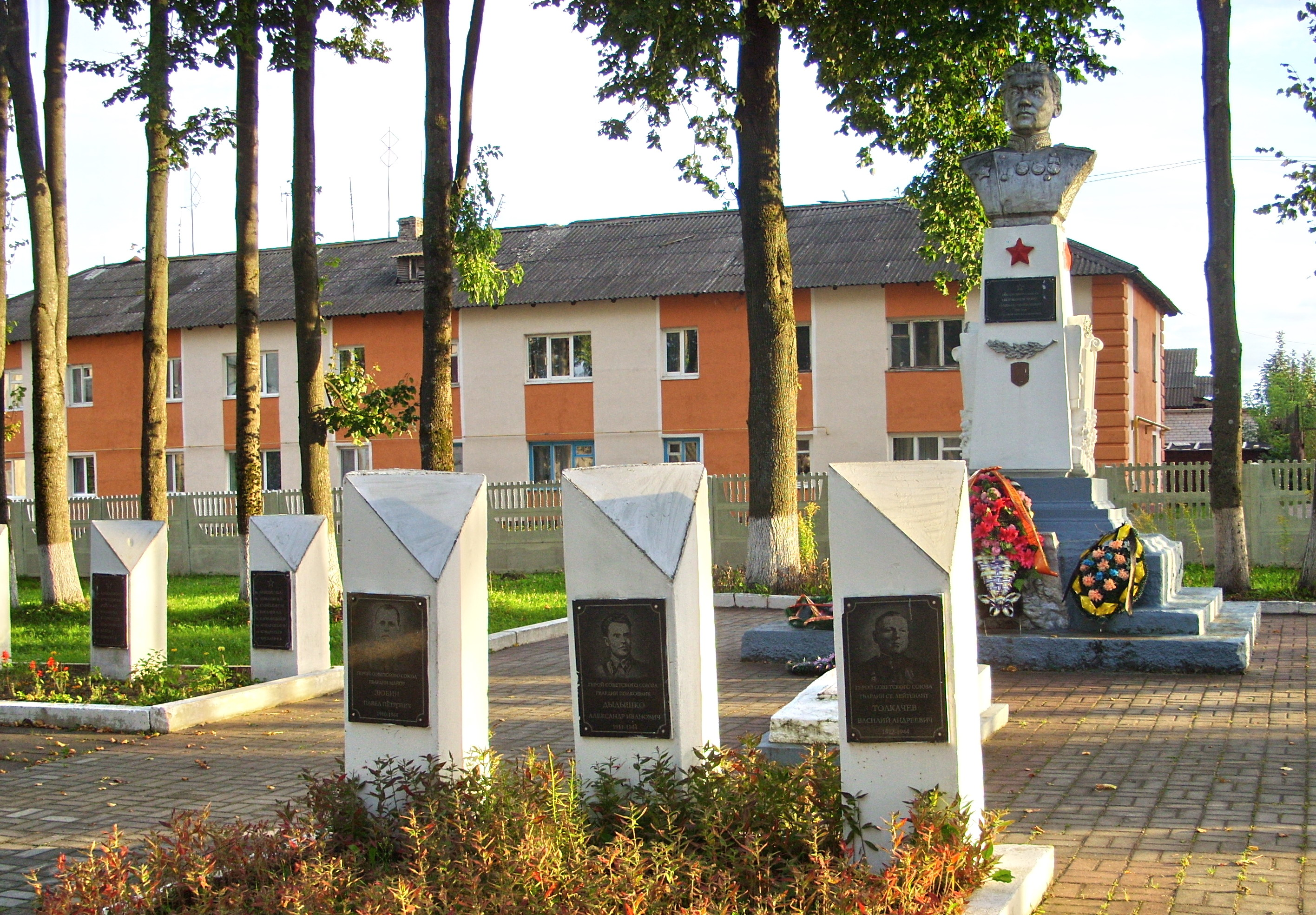
Мемориальный комплекс на военном кладбище «Бессмертие» в Городке (Витебская область)

## Награды и звания
- Два ордена Красного Знамени (12.04.1942, 30.01.1943);
- Орден Суворова II степени (27.08.1943);
- Орден Отечественной войны I степени (07.02.1944);
- Медаль «XX лет Рабоче-Крестьянской Красной Армии».

## Память
- Имя Корженевского носит одна из улиц Городка (Витебской области).
- Бюст Корженевского в мемориальном комплексе в Городке (Витебская область)